# Lactame

Structure générale de β-lactame, γ-lactame, δ-lactame et ε-lactame.

Les lactames sont une famille de composés organiques. Ils sont caractérisés par une fonction amide incluse dans un cycle carboné.

## Synthèse
Des méthodes générales de synthèse existent pour la synthèse organique des lactames. Ils se forment dans :
- le réarrangement acide-catalysé d'oximes dans le réarrangement de Beckmann ;
- la réaction de cétones cycliques avec l'acide azothydrique dans la réaction de Schmidt (en) ;
- La cyclisation d'amino-acides ;
- la iodolactamisation[1] et plus généralement halolactamisation : un ion iminium réagit avec un ion halonium formé in situ par réaction d'un alcène avec l'iode. Cette lactamisation est aussi possible avec le brome[2] :

- la cycloaddition 1,3-dipolaire, catalysé par le cuivre, d'alcynes et de nitrones dans la réaction de Kinugasa.